# 蜂谷眞未
蜂谷 眞未（はちや まみ、1982年3月4日 - ）は、日本の俳優。
東京都出身。株式会社ディーツーエフ所属。

## 略歴
桐朋学園短期大学部芸術科演劇専攻科卒業、専攻科中退。 日本、インドネシア、ポルトガル、フランス、ドイツのクォーター。
14歳から芝居を始める。
2018年、俳優石川詩織と共に表現ユニット「Mandrake」を結成。

## 出演

### テレビドラマ
- 土曜ワイド劇場ショカツの女 新宿西署 刑事課強行犯係 (2010年4月17日、朝日放送) - グローランド不動産秘書 役
- 土曜ワイド劇場大崎郁三の事件散歩 (2012年6月30日、テレビ朝日) - 内藤舞 役
- 弁護士ソドム 第4話 (2023年5月19日、テレビ東京) - 大学職員 役
- ホスト相続しちゃいました 第9話 (2023年6月13日、関西テレビ放送) - Masatoの母 役
- 正直不動産 season2 第1話 (2024年1月9日、NHK総合) - 友人の妻 役

### 映画
- LOST PIECE VOL.1 (2007年)
- Dear Heart 震えて眠れ (2009年) - リンゴを齧る女 役
- 日本・フランス・ベルギー合作映画 Une part manquante (2024年) - 女性タクシー客 役

### 舞台
- くるま座『お抱え猟師』(1996年)
- くるま座 遠藤周作追悼公演『黄金の国』(1997年) - ヒロイン・雪 役
- 杉並演劇祭音楽劇『過ぎ去りし日々』(2003年)
- 『ラフカット2004』(2004年)
- 演劇ぶっく社創立20周年記念公演『レミゼラブ･ル』(2007年)
- 蜂谷眞未&絵空箱プロデュース 演劇実験的セパレートパフォーマンス『自･恋鬱』(2012年)
- 寺山修司没後30年/演劇実験室◎万有引力30周年記念公演『呪術音楽劇 邪宗門』(2013年) - 主演・山吹 役
- 演劇実験室◉万有引力≪寺山修司33回忌･生誕80年≫公演 説教節の主題による見世物オペラ『身毒丸』(2015年･2017年) - 主演・撫子 役
- 日本劇作家協会プログラム『AKEGARASU-明烏 転生』(2016年)
- 調布市せんがわ劇場 親と子のクリスマス･メルヘン おどる童話『シンデレラ』(2017年) - 継母 役
- Mandrake旗揚げ公演『1058』(2018年)
- ティーファクトリー最新作「ノート」公演関連企画『わらの心臓』リーディング(2019年)
- カムカムミニキーナ vol.68『両面睨み節~相四つで水入り~』(2019年)
- テアトロジャージャン第19回公演『凸凹デコボコ』(2020年)
- Project Nyx第22回公演『ストリッパー物語』(2021年) - 主演・一条明美 役
- 新宿梁山泊第71回公演『娼婦 奈津子』(2021年) - 主演・奈津子 役
- Mandrake第2回公演『ほととぎすのきょうだい』(2022年)
- 新宿梁山泊第72回公演『下谷万年町物語』(2022年) - 主演・キティ瓢田 役
- 朗読パンダ第8回公演 2tales×4feelings『3D vs 黒蜥蜴』(2023年) - 主演・黒蜥蜴 役
- 劇団俳小公演『これが戦争だ』(2023年) - 主演・ターニャ･ヤング 役
- ミュージカル『The STAR~悪魔と契約した男』(2023年) - 紅月 役
- Mandrake第3回公演『竹盗物語』(2024年)
- カムカムミニキーナ vol.74『鶴人』（2024年）[1]

### オリジナルムービー
- BRUTUSORIGINAL MOVIE「【大人になっても学びたい！】リスキリングで身につく、10のビジネススキル」(2023年10月2日) - 気弱な女性 役